# Kościół i klasztor św. Elżbiety Węgierskiej w Łodzi
Kościół św. Elżbiety Węgierskiej – świątynia znajdująca się przy ul. bł. Anastazego Pankiewicza 15 w Łodzi. 
W znajdującym się obok kilkupiętrowym budynku mieści się klasztor oo. Bernardynów oraz Zespół Szkół OO. Bernardynów.

## Historia
Klasztor oo. Bernardynów został założony dzięki staraniom o. Anastazego Pankiewicza. Zakupił on w dzielnicy Doły kilka działek i w latach 1932–1937 na scalonym terenie wybudował trzypiętrowy gmach z przeznaczeniem na klasztor i gimnazjum oraz jednonawowy kościół św. Elżbiety z wolno stojącą dzwonnicą. Świątynię w stylu modernistycznym o kasetonowym sklepieniu zaprojektował Wiesław Lisowski. 30 października 1932 została ona poświęcona przez bpa. Wincentego Tymienieckiego.
Po kanonicznej erekcji domu w 1932 o. Anastazy Pankiewicz został pierwszym przełożonym klasztoru. 
W 1937 r. w klasztorze otwarto prywatne gimnazjum ogólnokształcące, w którym o. Pankiewicz oprócz zakonnego katechety zatrudnił wyłącznie nauczycieli świeckich. W 1939 r. łódzką rezydencję bernardynów podniesiono do rangi konwentu. 
Podczas okupacji kompleks budynków bernardynów został zajęty przez Niemców, a zakonnicy wysiedleni. Budynek, w którym mieściło się gimnazjum, przejął Główny Urząd Rasy i Osadnictwa SS. W świątyni Niemcy urządzi garaże i stajnię. Z tego powodu w 1945 została ona poświęcona po raz drugi.

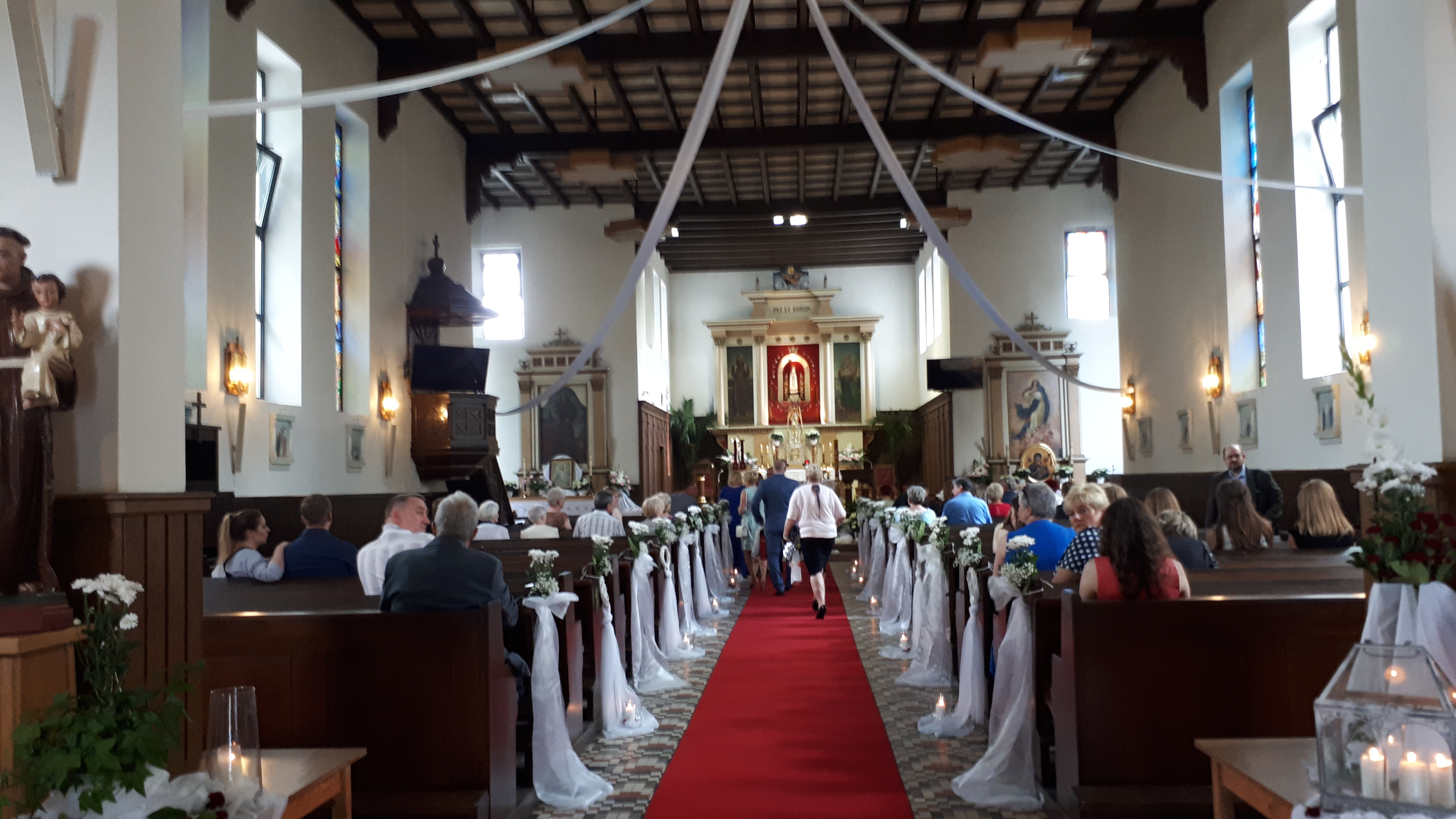
Wnętrze świątyni

W 1945 r. bernardyni wrócili do Łodzi. W gmachu gimnazjum zajęli sutereny i parter, gdyż wszystkie piętra władze państwowe wydzierżawiły od klasztoru i przeznaczyły do użytku szkolnictwa publicznego. Mieściły się tam najpierw XI LO, a następnie szkoła pielęgniarska.
20 listopada 1974 przy kościele św. Elżbiety została erygowana parafia.
Kościół pierwotnie znajdował się przy ul. Spornej 71/73. W 2007 Rada Miejska w Łodzi, na wniosek proboszcza i grupy parafian, zmieniła nazwę odcinka ulicy Spornej, przy której znajduje się kościół i klasztor (od ulicy Wojska Polskiego do alei Grzegorza Palki) na ul. bł. Anastazego Pankiewicza.
W 1990 do klasztoru w Łodzi przeniesiono z Kalwarii Zebrzydowskiej Niższe Seminarium Duchowne Prowincji OO. Bernardynów. W 1995 zostało ono przekształcone w koedukacyjne Katolickie Liceum Ogólnokształcące im. O. Anastazego Pankiewicza. Obecnie tradycje przedwojennej szkoły bernardyńskiej w tym miejscu kontynuują dwie placówki: Katolickie Liceum Ogólnokształcące im. o. Anastazego Pankiewicza oraz Szkoła Podstawowa im. o. Anastazego Pankiewicza.
W 2019 roku zakon podjął plany podwyższenia wieży oraz budowy nowego, stromego dachu na świątyni, ponieważ stary, płaski, przeciekał. Planom przebudowy bezskutecznie sprzeciwiały się dwie grupy społeczników, apelujących o zachowanie historycznego kształtu kościoła, zgodnego z pierwotnym projektem.